# Kungstrollsländor
Kungstrollsländor (Cordulegastridae) är en familj i insektsorningen trollsländor som tillhör underordningen egentliga trollsländor. Kännetecknande för familjen är att de flesta arterna är ganska stora trollsländor, ofta tecknade i gult och svart. Familjen finns i på de flesta håll i världen.

## Systematik
Denna systematik anger släkten.
- Anotogaster
- Cordulegaster
- Neallogaster
- Sonjagaster